# Шумјац
Шумјац (слч. Šumiac) насељено је мјесто са административним статусом сеоске општине (слч. obec) у округу Брезно, у Банскобистричком крају, Словачка Република.

## Становништво
| Година:    | 1994. | 2004.   | 2014.   | 2024.   |
| ---------- | ----- | ------- | ------- | ------- |
| Број људи: | 1558  | 1415    | 1290    | 1309    |
| Разлика:   |       | -9,17 % | -8,83 % | +1,47 % |

| Година:    | 2023. | 2024.   |
| ---------- | ----- | ------- |
| Број људи: | 1310  | 1309    |
| Разлика:   |       | -0,07 % |

Према подацима о броју становника из 2011. године насеље је имало 1.334 становника.